# スル

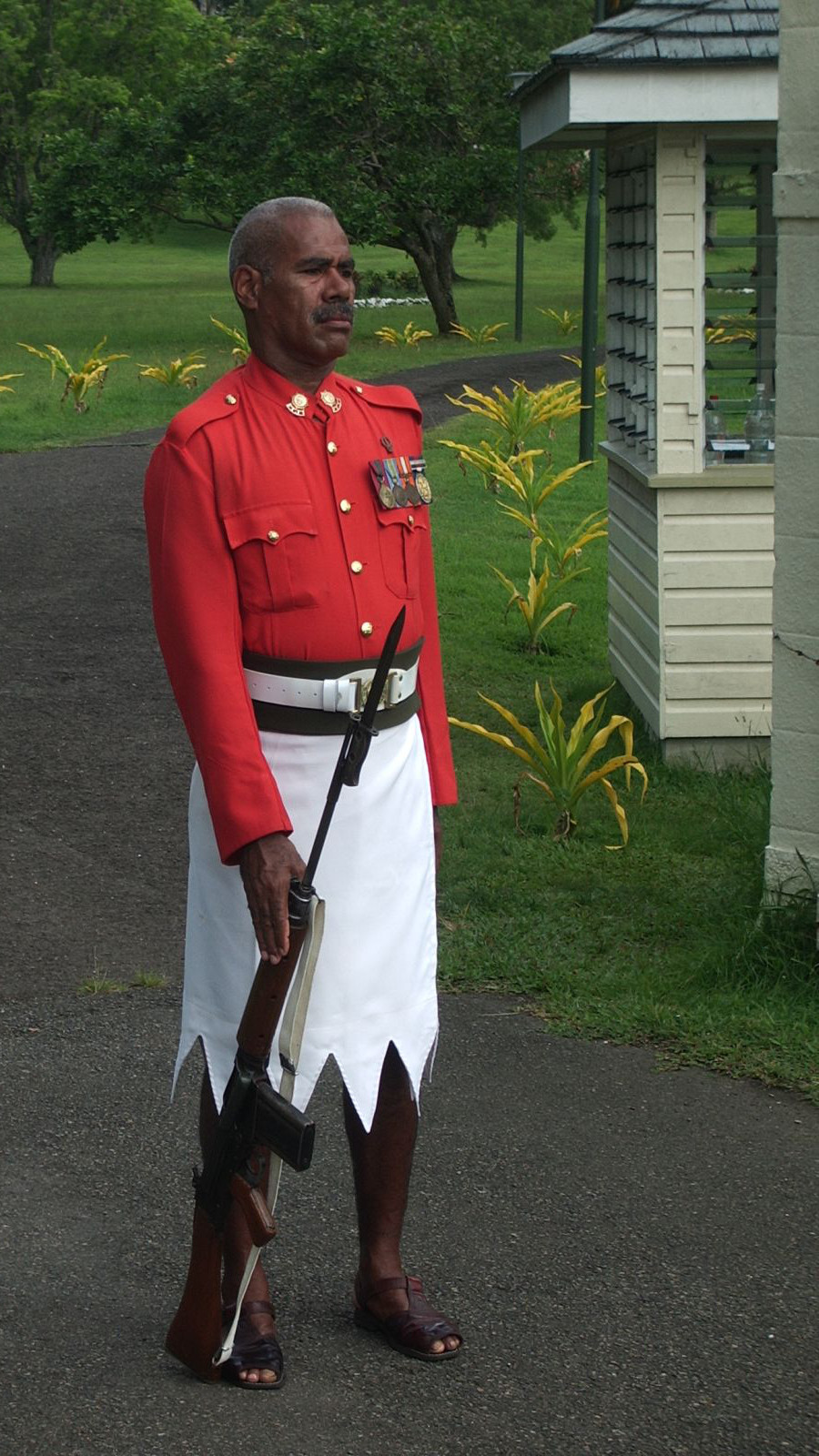
スルを着用する男性

スルはフィジー諸島を中心とするメラネシアで着用される腰巻形の民族衣装。
外見上はインドネシアのサロンに似るが、両端をつなげて筒型には縫わず一枚布のまま着用し、男女共用である。

## 着用
スルは丈が60センチ前後、長さは1.3メートルのプリントを施した綿（古式にはタパ布）の布である。
着用する場合、女性のスーツに合わされるような膝下丈のタイトスカートのように見える。
裾は真っ直ぐなものと、鋸の歯のようなジグザグの山型に切ってあるものの二種類があり、腰の部分も公務員の制服に多いベルトで締めるタイプと日本の腰巻と同様上部に縫い付けられた腰紐で締めるタイプがある。
普通に着用する場合は本来上半身は裸のままであるが、軍人は白いジグザグ裾のスルに欧風の軍服、巡査は白地でまっすぐな裾の上に黒い横線があるスルに白い半袖の制服、ホテルの従業員は紺無地で脇に青いラインがあるジグザグ裾のスルに丸首シャツ、会社員はまっすぐな裾の紺などのスルに白い開襟半袖シャツなどを合わせる。